# Zaidisme
El zaidisme (de l'àrab: الزيدية, az-zaydiyya, també الزيود, az-zuyūd) és un moviment xiïta moderat, protagonista de nombroses revoltes als segles VIII i IX. Fundat per l'imam xiïta Zayd ibn Alí, net d'al-Hussayn ibn Alí. Els zaidites es van establir sobretot al Iemen, on actualment representen el 73% de la població creient.